# Södermanlands runinskrifter 130
Sö 130 är en vikingatida runsten i Hagstugan, Sparsta ägor, Lids socken och Nyköpings kommun i Södermanland. 
Den är av grå granit, 160 cm hög, 85 cm bred och 35 cm tjock. Stenen har ett rombiskt tvärsnitt och har runristningar på både norra och östra sidan. Rundhöjden är 10-12 cm. Den östra sidens ritning är i huvudsak bevarad, medan den norra sidans ristning till stor del är bortflagnad. Stenens båda ytterkanter är avslagna och eventuellt även toppen. Stenen ska ha hittats i en åker, som nu är planterad med gran, omkring 100 meter öster om dess nuvarande plats.

## Inskriften
Translitterering av runraden:
§A fiuriʀ : kirþu : at : faþur : kuþan : tyrþ : trikela : at : tumara : miltan : urþa uk : mataʀ kuþan : þat · (u)-(h)---(u)--(u)(k)(þ) 
§PB h͡a l͡f  kirþu <o> 
§QB h͡a <h> kirþu <o/þ>...
Normalisering till runsvenska:
§A Fiuriʀ gærðu at faður goðan dyrð drængila at Domara/domara, mildan orða ok mataʀ goðan, þat ... 
§PB Hann(?) fiall(?) [i(?)] Garðum(?) ... 
§QB ... ... ... ...
Översättning till nusvenska:
Fyra gjorde
 åt fadern, den gode,
 dråpligt den heder
 efter Domare,
 mild i ord
och på mat ej karg ...
Inskriften är skriven på vers, fornyrdislag. Liknande vers finns på Sö 56.
Brate föreslår sedan följande fortsättning:
att för hans skull stenar
de ställde upp i sorg
medan en nyare tolkning möjligen ser:
Han föll i Gårdum (Gårdarike)

## Galleri

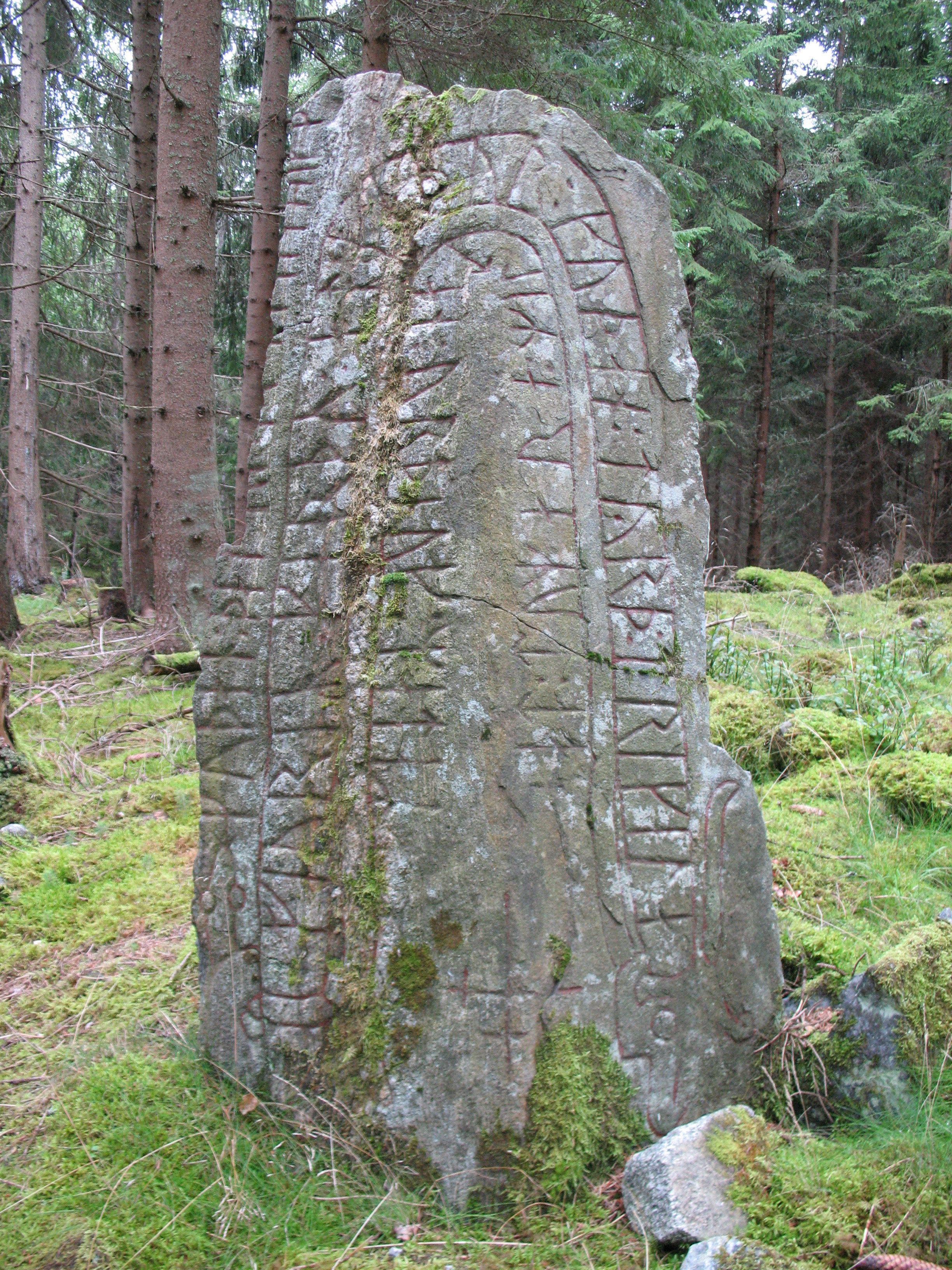
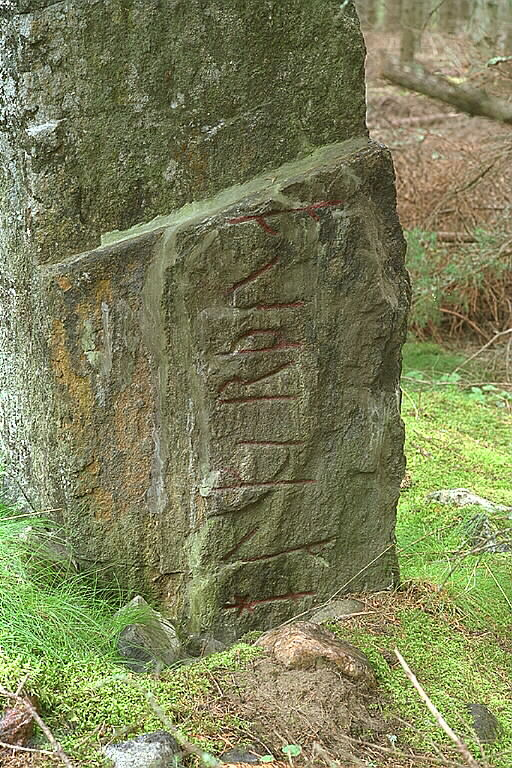
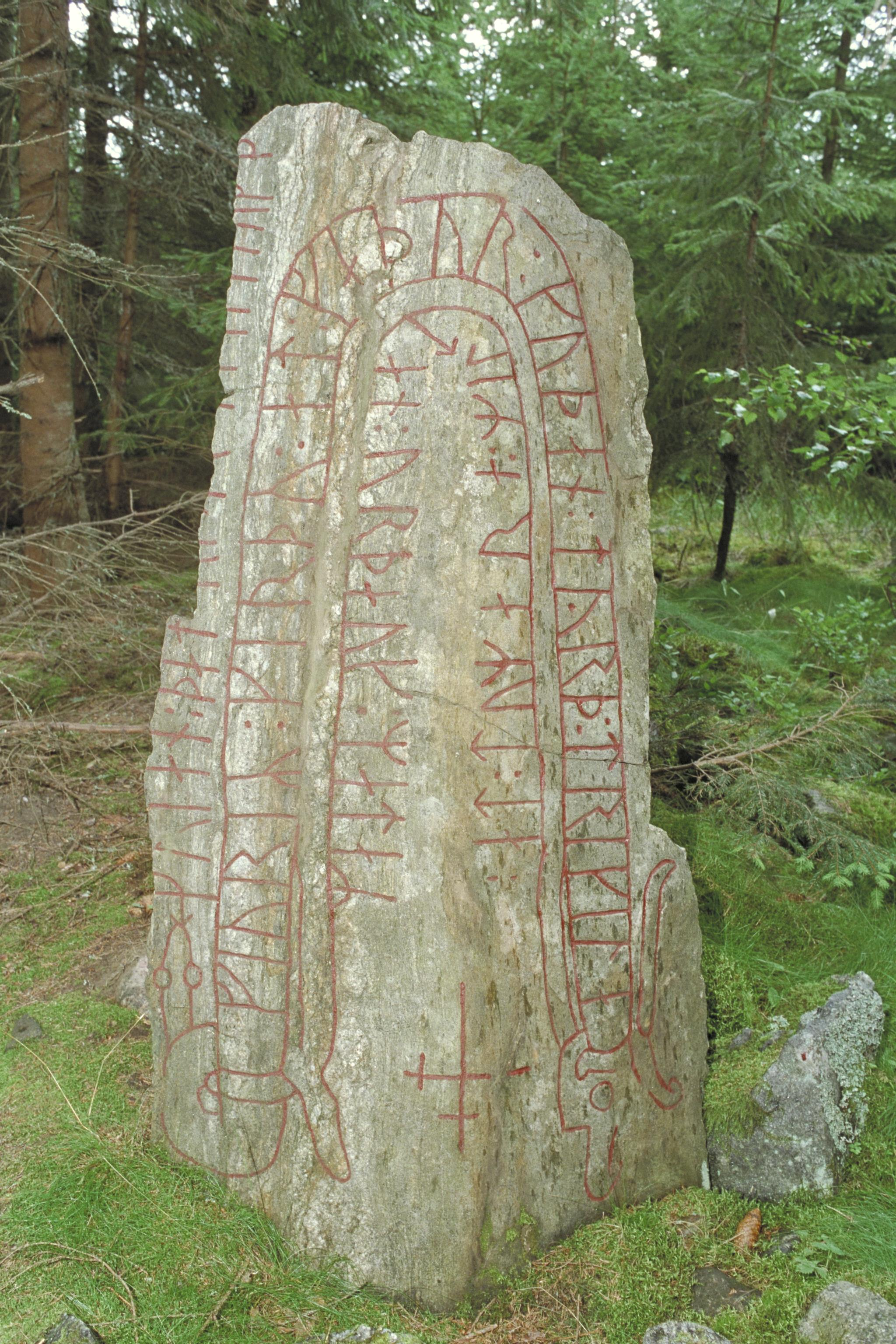